# Шёпфер, Ида
Ида Шёпфер-Бири (нем. Ida Schöpfer-Bieri, 22 октября 1929, Флюли, кантон Люцерн, Швейцария — 7 июня 2014, там же) — швейцарская горнолыжница, двукратная чемпионка мира (1954).

## Спортивная карьера
Родилась в крестьянской семье, проживавшей в горах кантона Люцерн. Впервые встала на лыжи в возрасте четырёх лет, в школе начала регулярные тренировки. Свои первые соревнования выиграла в 1938 г. в возрасте девяти лет. В последующие годы стала обладательницей многочисленных титулов на региональном уровне и на чемпионатах Центральной Швейцарии.
На национальном уровне впервые привлекла к себе внимание в 1948 г., а уже в следующем году вошла в состав национальной сборной. В начале 1950-х гг. стала наиболее успешной швейцарской горнолыжницей. В период с 1951 по 1954 гг. выиграла десять титулов на чемпионатах страны: 1951 г. — в гигантском слаломе, в 1952 г. — в скоростном спуске, слаломе и в комбинации, в 1953 г. — в гигантском слаломе, в скоростном спуске и в комбинации, в 1954 г. — в гигантском слаломе, слаломе и в комбинации.
Однако на международной арене аналогичных успехов первоначально не добивалась. На зимних Олимпийских играх в Осло (1952) заняла десятое место в скоростном спуске и была шестнадцатой в гигантском слаломе. Переломным для спортсменки стал 1954 г., когда на мировом первенстве в шведском Оре. Изначально швейцарская федерация по финансовым соображениям не планировала отправлять туда женскую сборную, однако под нажимом организаторов первенства изменила своё решение. В итоге горнолыжница завоевала первый титул чемпионки мира для своей страны, начиная с 1935 г., при этом победив сразу в двух дисциплинах: скоростном спуске и комбинации. В слаломе швейцарка выиграла серебряную медаль. В год своего триумфа (1954) она была признана «Спортсменом года» в Швейцарии.
В 2004 г. горнолыжный клуб Флюли организовал в её честь специальные недельные соревнования, в которых приняли участие популярные в стране люди.